# Dream Scenario
Dream Scenario är en amerikansk skräck- och komedifilm från 2023. Filmen är regisserad av Kristoffer Borgli som även skrivit filmens manus.
Filmen hade biopremiär i Sverige den 2 februari 2024, utgiven av Scanbox Entertainment.

## Handling
Filmen kretsar kring akademikern Paul Matthews som efter att han börjat dyka upp i folks drömmar blir massmedialt känd.

## Rollista (i urval)
- Nicolas Cage – Paul Matthews
- Julianne Nicholson  – Janet Matthews
- Michael Cera – Trent
- Tim Meadows – Brett
- Dylan Gelula – Molly
- Dylan Baker – Richard
- Kate Berlant – Mary
- Lily Bird – Sophie Matthews
- Jessica Clement – Hannah Matthews
- Noah Centineo – Dylan
- Nicholas Braun – Brian Berg
- Amber Midthunder – Haley